# Graduados
Graduados es una telecomedia argentina, producida por Underground Contenidos y Endemol, y emitida por Telefe, que comenzó a emitirse el 12 de marzo de 2012 y finalizó el 19 de diciembre de ese año. Protagonizada por Nancy Duplaá y Daniel Hendler. Coprotagonizada por Julieta Ortega, Paola Barrientos, Mercedes Scápola, Jenny Williams y Chang Sung Kim. Antagonizada por Luciano Cáceres e Isabel Macedo. También, contó con las actuaciones especiales de Mex Urtizberea y los primeros actores Juan Leyrado, Roberto Carnaghi y Mirta Busnelli. La participación de Violeta Urtizberea y la presentación de Gastón Soffritti. Durante la emisión de 178 episodios alcanzó un promedio general de 23.6 puntos de rating. En principio se emitía de lunes a jueves a las 21:15 horas, pero más tarde el programa también comenzó a emitirse los viernes a las 22:00. Fue escrita por Ernesto Korovsky, Silvina Frejdkes y Alejandro Quesada, y logró emitirse en varios países. Ganó un total de ocho Premios Martín Fierro, entre ellos el Martín Fierro de Oro.
La historia gira en torno a un grupo de antiguos compañeros del secundario, quienes se graduaron en 1989, y que se vuelven a encontrar diecinueve años después. El personaje principal, Andrés Goddzer —Hendler—, descubre que María Laura Falsini —Dupláa— estaba embarazada cuando se casó con Pablo Catáneo —Luciano Cáceres—, quien consecuentemente cree ser el padre biológico del niño. El programa a menudo recurre al triángulo amoroso entre estos personajes, a la disputa entre los dos padres, y a la nostalgia que implica la década de 1980. También incluyó cameos de artistas del rock nacional argentino y otras celebridades.
Graduados se convirtió en un éxito televisivo, habiendo ganado en la mayoría de la ocasiones la competencia por el rating a la superproducción Showmatch y a la telenovela Sos mi hombre. Debido a la buena recepción cosechada por la ficción desde su estreno, a mediados de 2012 se conoció la intención de varios países por adaptar el formato de Underground y Telefe, entre ellos Chile, Colombia, México y Grecia.

## Argumento
Varios estudiantes se gradúan del colegio secundario en 1989. María Laura "Loli" Falsini (Nancy Dupláa) era la novia de Pablo Cataneo (Luciano Cáceres), uno de los acosadores del colegio. En la fiesta de egresados, María Laura encuentra a Pablo besándose en el baño con otra chica, se va de la fiesta frustrada y Andrés "Andy" Goddzer (Daniel Hendler) - quien estaba enamorado (en secreto) de ella durante la secundaria - la ayuda a alejarse del colegio en su auto, donde pasarán una noche de amor. Debido a esto, María Laura queda embarazada sin saber si su hijo es de Pablo o Andrés, pero Clemente Falsini (Juan Leyrado), su padre, le ordena - desconociendo su encuentro con Andrés - casarse con Pablo y criar al niño.
Pasamos a 2008. María Laura tiene una vida común, vive con Martín (Gastón Soffritti) - su hijo de dieciocho años, quien tiene problemas en la escuela - y está casada con Pablo, quien trabaja para su suegro en la famosa y exitosa empresa de alimentos para perros Mac Can. María Laura sigue viendo a su mejor amiga de la secundaria Victoria "Vicky" Lauría (Paola Barrientos), y Pablo reencontrará a su antiguo compañero del secundario Guillermo Almada (Juan Gil Navarro). Por su parte, Andrés vive una vida liberal como paseador de perros, sin trabajo fijo ni relación amorosa importante. Se la pasa de fiesta junto con sus inseparables amigos de la secundaria Benjamín "Tuca" Pardo (Mex Urtizberea) y Verónica Diorio (Julieta Ortega), que comparten su filosofía de vida. Vive con sus padres, Dana (Mirta Busnelli) y Elías (Roberto Carnaghi), y su hermana menor Gabriela (Violeta Urtizberea).
La historia comienza cuando Loli contacta fortuitamente con un paseador de perros que resulta ser Andy, y este encuentro reavivará las sospechas de Loli sobre que Martín podría ser el hijo de éste y no de Pablo, quien engaña a Loli con Patricia Longo (Isabel Macedo), una alta ejecutiva de Mac Can que guarda para sí un secreto: su nombre real es Jimena Benítez, otra compañera del secundario a la que sus compañeros sometían a bullying por su sobrepeso y que ahora irreconocible por la cirugía estética, ha vuelto para vengarse de quienes atormentaron su adolescencia.

## Elenco y personajes

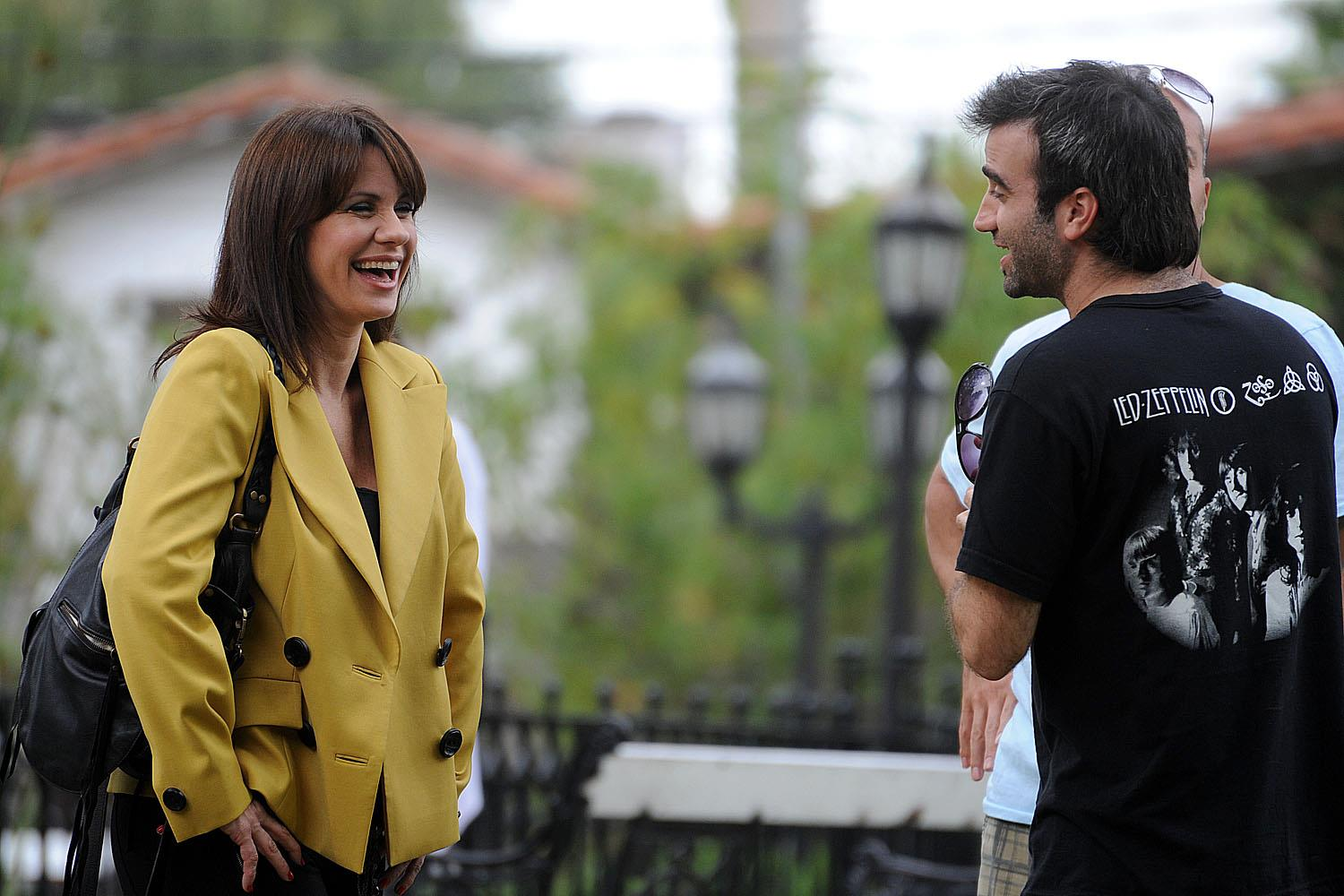
Los actores y protagonistas Nancy Dupláa y Daniel Hendler en el rodaje de la telecomedia.

- Nancy Dupláa como María Laura 'Loli' Falsini
- Daniel Hendler como Andrés Elías 'Andy' Goddzer.
- Luciano Cáceres como Pablo 'Bon Jovi' Catáneo
- Julieta Ortega como Verónica 'Vero' Diorio.
- Isabel Macedo como Jimena Benítez / Patricia 'Pato' Longo.
- Paola Barrientos como María Victoria 'Vicky' Lauría.
- Mex Urtizberea como Benjamín 'Tuca' Pardo.
- Gastón Soffritti como Martín Catáneo / Goddzer.
- Juan Leyrado como Clemente Falsini.
- Violeta Urtizberea como Gabriela 'Gaby' Goddzer.
- Roberto Carnaghi como Elías Goddzer.
- Mirta Busnelli como Dana Blatt de Goddzer.
- Mercedes Scápola como Clara 'Clarita' Acuña.
- Chang Sung Kim como Walter Mao.
- Juan Gil Navarro como Guillermo 'Willy' Almada.
- Marco Antonio Caponi como Augusto Giribone.
- Mario Moscoso como Dr. Alberto Meroni.
- Andy Kusnetzoff como Daniel 'Dany' Goddzer.
- Natalie Pérez como Luna Ponte Vedra.
- Alan Sabbagh como Mario 'Marito' Rotstein.
- Chela Cardalda como Beatriz 'Betty' Ramírez.
- Diego Mesaglio como Renzo 'Urso' Chávez.
- Jenny Williams como Sofía Conte.
- Lucas Velasco como Juanchi Peralta.
- Micaela Riera como Malena.
- Dolores Fonzi como Azul Vega.
- Bruno Alcón como Bruno.
- Santiago Ríos como Gilberto "Ñato" Peralta.
- Edda Bustamante como  Milagros.
- Gaby Ferrero como Cecilia Herrera.
- Nicolás Abeles como Facundo.
- Cecilia Dopazo como Inés Conte.[4]
- Javier De Nevares como Edgardo.
- Marcos Montes como Dr. Alfred Ripstein[5]
- Rita Cortese como Marta Quiñones.[6]
- Paula Morales - Irina
- Daniel Valenzuela - Vitto Marlotti
- Mario Pasik como Richi[7]
- Verónica Llinás como Aida.
- Divina Gloria como Miriam.
- Campi como Santiago.[8]
- Pablo Echarri como Ezequiel Martorelli.[9]
- Leonora Balcarce - Teresa Van Heusen[10]
- Cecilia Rosetto como Sonia Palermo.
- Ivo Cutzarida como Fernando Ponte Vedra.
- Dante Ortega como Martín Cataneo (niño).[11]
- Francisco Donovan como Diego.
- Max Berliner como Schlommo Goddzer.[12]
- Julieta Díaz como Sandra Schejtman.
- Natalia Figueiras como Karina.
- Antonio Birabent como Franco Vigliancino.
- Andrea Bonelli como Juana López Echagüe.[13]
- Luisa Albinoni como Preceptora Radice.
- Daniel Kargieman como Salo Solo.
- Mercedes Morán como Dolores "Dolly" López.[14]
- Henny Trayles como Roxana Peicovich.
- Úrsula Vargues como Betina.
- Guillermo Pfening como Novio de Betina.
- Luis Brandoni como Ignacio "Nacho" Almada.[15]
- Tomás Fonzi como Miguel "Micky" Ribeiro[16]
- Florencia Torrente como Brenda.
- Leticia Brédice como Claudina Haras.
- Luca Martin como Ernesto Goddzer[17]
- Betiana Blum como Nanú Arregui.
- Hugo Arana como Doctor Ciepelinski.
- Marcela Kloosterboer comp Romina Novillo.
- Aretha Oliveira como Tami[18]
- Claudia Lapacó como La rectora.

### Cameos
- Gastón Gaudio[19]
- Pablo Ruiz[20]
- Sébastien Loeb
- Pimpinela
- Silvio Soldán[21]
- César "Banana" Pueyrredón[22]
- Rosario Ortega[23]
- Cayetano
- Fabiana Cantilo
- Martín Palermo
- Guillermo Coppola
- Sandra Mihanovich
- Charly García
- Emanuel Ortega[24]
- Brenda Bonotto
- Mario "Pájaro" Gómez
- Florencia de la V
- Fito Páez[25]
- Pipo Cipolatti[26]
- El Bahiano
- Los Pericos[27]
- Viviana Canosa[28]
- Bobby Flores
- Juanse
- Axel
- Palito Ortega
- Enanitos Verdes
- Claudio María Domínguez
- Diego Moranzoni[29]
- Santiago Passman[30]
- Germán Paoloski
- Lalo Mir[31]
- Evangelina Salazar[28]
- María Amuchástegui[32]
- Juan Pablo Varsky[33]
- Sergio Goycochea[34]
- Gerardo Rozín
- Luciana Salazar[35]
- Beto Casella
- Marley
- Sebastián Ortega

## Producción
La telecomedia, creada por Sebastián Ortega, hace frecuentes referencias a los años 80. Los personajes principales asistieron al colegio secundario esa década, y a menudo recurre a las secuencias de flashback y a la nostalgia. Asimismo, los personajes utilizan la jerga argentina de los años 80. Hay un importante uso de la música de dicha década, particularmente del rock nacional, con la participación de varios artistas. Graduados fue parte de una tendencia en 2012 de programas de la televisión argentina que se enfocaron en la nostalgia, tanto en ficciones como en otros géneros.
En su mayor parte, Graduados fue una comedia, con guiones de Ernesto Korovsky, Silvina Frejdkes y Alejandro Quesada. Aun así, la tira también se permitió tratar temas y tramas de mayor seriedad, como los derechos de la LGBT, el acoso escolar. Adriana Schettini, de Clarín, elogió la facilidad con la que la transición de escenas dramáticas a cómicas era elaborada, destacando las buenas actuaciones y los guiones, comentando que eran siempre fieles al perfil de los personajes.

### Creación
Inicialmente, la tira iba a ser protagonizada por Andy Kusnetzoff, e iba a ser llamada "El paseaperros". La idea inicial presentaba a un paseaperros y a sus dos amigos, quiénes extrañaban los '80; más tarde esta premisa se expandiría a un grupo de 8 compañeros de clases del secundario, que empezarían a encontrarse nuevamente. Este hubiera sido el primer trabajo de Kusnetzoff como actor, pero lo rechazó por su trabajo en Radio Metro. Mike Amigorena también recibió propuestas para ser el protagonista o el antagonista principal, pero se negó a ambos. Daniel Hendler, un actor mayormente desconocido por el público general, fue finalmente selecto. Hendler ya formaba parte del elenco, pero sería "Tuca"; que fue interpretado por Mex Urtizberea luego de la reubicación de Hendler. Andy Kusnetzoff hizo cameos en seis episodios, y más tarde se unió al elenco como un actor constante, trabajando para el resto del programa. El personaje de Verónica Diorio fue inicialmente escrito para la actriz Verónica Lozano, que también se bajó del proyecto. Julieta Ortega, quién fue inicialmente elegida para el personaje de Victoria Lauría, reemplazó a Lozano y su personaje fue interpretado por la actriz de teatro Paola Barrientos. Otros actores que se negaron a participar en la serie fueron Érica Rivas y Ludovico Di Santo, cuyos personajes fueron finalmente interpretados por Nancy Dupláa y Marco Antonio Caponi.
Los actores colaboraron con el diseño de sus personajes. La madre de Paola Barrientos es psicóloga, e influenció en su personaje. Juan Leyrado interpretó a un abuelo por primera vez en su carrera, que no era el abuelo típico de una telenovela, comúnmente mostrado como un personaje secundario menor. Su personaje tenía un papel destacado dentro de la trama, con sus propios arcos argumentales. Leyrado señaló que, a pesar de tener 60 años, seguía siendo activo en su vida privada y que interpretó a su personaje sobre la base de su propia experiencia. Chang Sung Kim, un actor coreano nacionalizado argentino, se mostró orgulloso de que su personaje no utilizara los estereotipos de la gente asiática. Destacó los rasgos específicos de su personaje, y señaló que gran parte de los guiones eran influenciados por las improvisaciones de los otros actores.
Por otra parte, Mex y Violeta Urtizberea son padre e hija; Violeta aceptó el trabajo sin saber que su padre era también parte del elenco. Ella intentó seguir su carrera y le pidió a su padre mantener distancia. Entonces, aunque ambos interpretaban a personajes de edades similares, raramente compartían escenas. Julieta Ortega comentó que no tenía nada en común con su personaje. Juan Gil Navarro, quién trabajaba en la tira dramática La Dueña al mismo tiempo, señaló que normalmente no gusta de aparecer en las comedias y que accedió a hacerlo por sugerencia de su esposa.
Isabel Macedo había interpretado villanas similares en varios trabajos de su carrera, como en Floricienta. Ella aceptó trabajar en Graduados por la dicotomía del personaje Patricia/Jimena, ya que era algo que no había hecho antes. Inicialmente, la dicotomía se pretendía con una duración de diez episodios, pero Macedo insistió a la producción para mantenerla hasta el final. Leyó acerca de experiencias de víctimas de acoso escolar para diseñar su personaje, y declinó otros trabajos durante el año para mantener la concentración en el programa. Macedo declaró haber desarrollado un apego emocional para con su personaje.
La presentación de la nueva producción se realizó en el boliche New York City, ubicado en la Av. Álvarez Thomas de la Ciudad de Buenos Aires, asociado con los '80 en Argentina. Isabel Macedo, Julieta Ortega, Nancy Dupláa y Juan Gil Navarro declararon tener poco interés por el rating, enfocándose más en lograr un buen ambiente de trabajo.

### Temas

#### Drama
La trama incluye un personaje gay, Guillermo Almada (interpretado por Juan Gil Navarro) quien sale del clóset en los primeros episodios. Recibió un importante desarrollo en la trama, sin mostrar una caracterización estereotipada, que llevó a mostrar un matrimonio entre personas del mismo sexo antes de la salida del actor. Este evento, con la participación especial de Evangelina Salazar y Luis Brandoni, fue el primer matrimonio igualitario incluido en una ficción argentina desde la sanción del matrimonio entre personas del mismo sexo en Argentina, y refleja la creciente aceptación de la libertad sexual en la Argentina.
Otro personaje, Patricia Longo (interpretado por Isabel Macedo) era una chica obesa, víctima del acoso escolar. Macedo, una actriz delgada, utilizado una gran cantidad de maquillaje para lograr la apariencia de una chica obesa en los flashbacks. Inicialmente, ella era la villana de la tira, siendo ésta su motivación para tomar venganza de sus antiguos compañeros del colegio. Requirió de una fuerte caracterización durante el año, y el episodio donde revela su verdadera identidad fue aclamado por la crítica.

#### Flashbacks
Los años de los personajes principales en el colegio son representados a través de flashbacks, que son usados como un elemento recurrente en la trama. Estas escenas no fueron filmadas con actores más jóvenes, pero si con los mismos actores caracterizados como adolescentes. Esta decisión se tomó para dar un toque cómico, e implicó el trabajo de maquilladores y vestuaristas.
Un episodio incluye una recreación del programa de concursos de la década de 1980, Feliz domingo, junto con su conductor Silvio Soldán. Este episodio cuenta con la participación especial de Andy Kusnetzoff, antes de convertirse en parte del elenco de reparto. Para competir con el estreno de Sos mi hombre en la cadena rival, y como celebración por el episodio nro. 100, la producción filmó una secuencia flashback ambientada en el Italpark, un parque de diversiones ícono de los '80 en la Argentina, que cerró en 1990. Los juegos del antiguo parque se encuentran actualmente en Luján, así que la producción se trasladó hasta esta ciudad para grabar las escenas El episodio fue un éxito, logrando 25,4 puntos de rating, convirtiéndose en el programa más visto del día.
La producción envió a varios actores a la ciudad de San Carlos de Bariloche, para filmar el viaje de egresados (una costumbre argentina entre los estudiantes del secundario). El actor invitado Pablo Echarri interpretó al coordinador del viaje. La filmación estuvo acompañada con una competencia en Internet que seleccionaba a algunos fanáticos que se unirían al viaje a Bariloche y trabajarían como extras. Otro flashback presentó al restaurante de comidas rápidas Pumper Nic, con la participación del actor Juan Pablo Varsky.
Algunos flashbacks no se enfocaron en temáticas relacionadas con los '80 o en el secundario, pero si en eventos especiales de la adolescencia de los personajes. El cumpleaños de quince de María Laura alcanzó 26,1 puntos de rating.

#### Música
El programa hizo un uso extensivo de la música correspondiente a la década de 1980, usualmente del rock nacional argentino. Muchas canciones fueron usadas en el universo de la trama, como en la radioafición de Vero Diorio, en boliches, y hasta en charlas de los personajes. Otras canciones eran usadas como música incidental.
La producción invitó a varios artistas musicales de la Argentina para que realizasen cameos en el programa. Charly García se interpretó a sí mismo, y formó parte de una discusión entre los personajes sobre la letra de la canción "Inconsciente colectivo". Fito Páez apareció en un flashback, encontrándose con María Laura durante una prueba de sonido y solicitando su aprobación para su nueva canción, "11 y 6". Para esta producción Fito Páez recurrió a su antiguo look, que difiere levemente del actual. También tuvo una aparición la cantante Fabiana Cantilo, quien parece tener un pequeño romance con Tuca, y en su flashback interpretó su hit ochentoso escrito por García, "detectives".
Emanuel Ortega, hermano del productor Sebastián Ortega, también realizó un cameo en la tira. El músico actuó como él mismo y apareció como un paciente de Victoria Lauría, el personaje de Paola Barrientos. Este recurso también fue usado con otras figuras invitadas, por lo que se definió al personaje como  «la psicóloga de los famosos». Así fue el caso de Martín Palermo, Gastón Gaudio, Luciana Salazar y Guillermo Cóppola. En particular, todos los integrantes de la familia Ortega-Salazar realizaron cameos en algún punto.
Bahiano, el excantante de Los Pericos, apareció durante el episodio del día de la primavera, interpretando la canción "El ritual de la banana", el primer hit de la banda. Bahiano dejó la banda en 2005, quedando en malos términos con sus antiguos compañeros. La banda entonces envió una carta documento a la producción, e hizo quejas en Twitter con respecto a este episodio. Bahiano desestimó los comentarios y aseguró que las malas reacciones eran por celos.

#### Festividades
La mayoría de las festividades presentadas en la tira eran referenciadas en un episodio especial, que salía al aire el día de la celebración, a menos que el día en cuestión tomara lugar un fin de semana. El Día de la primavera fue recibido tanto como con la producción de un flashback, como con una celebración en el día actual, contando con la participación especial de Los Twist, quienes interpretaron su hit "El estudiante". Las escenas, filmadas en Tigre, también mostraron cameos de Bahiano y Lalo Mir.
Los Goddzers son una familia judeoargentina, realizándose así también referencias a las festividades judías. El 18 de julio, hubo una mención en el programa sobre el atentado a la AMIA, un ataque terrorista que destruyó la Asociación Mutual Israelita Argentina; el personaje de Elías mencionó que asistiría a la protesta anual por el caso, que sigue sin ser resuelto. Todos los personajes judíos que fueron presentados en episodios anteriores, como familiares o amigos, regresaron para la celebración del Rosh Hashaná, año nuevo judío. La presencia de una familia judía, ayudó a Graduados a conseguir un gran éxito en Israel.

### Localización
Graduados se filmó en distintas locaciones de la zona norte del Gran Buenos Aires. La casa de Loli y Pablo cuyos exteriores se muestran recurrentemente a lo largo de la serie, se encuentra en Presidente Quintana 2365, Martínez. El departamento de los Goddzer se encuentra en Libertad 101 (esquina Avenida Santa Fe), también en la localidad de Martínez. 

### Ficha técnica
- Una Producción de: Telefe – Underground Contenidos – Endemol
- Autores: Ernesto Korovsky – Silvina Frejdkes – Alejandro Quesada
- Colaboradores Autorales: Martín Méndez – Claudia Bono – Ana Goldenberg – Santiago Martorana
- Directores de Fotografía: Roberto Echenique – Gerardo Soldatos – Fernando Romero
- Sonido: Marcos Miranda – Luis Quiroga – Luis Rojo
- Escenografía: Roberto Domínguez
- Vestuario: Amelia Coral – Jimena Galeano
- Asistentes de Dirección: Damián González – Pablo Landoni – Claudio Ratti
- Musicalización: Elvio Gómez
- Editores de Sonido: Natalia Toussaint – Martín Seoane
- Productor Técnico: Rubén Bertora
- Coordinación de Producción: Romina Bellini – Osvaldo Codazzi
- Coordinación de Post-Producción: Leo López – Nathy Woscoboinik
- Edición: Guille Gatti – Pablo Bologna
- Asesor de Imagen: Sergio Dotta
- Dirección de Arte y Diseño Escenográfico: Julia Freid
- Productora Artística: Vanina Martorilli
- Jefa de Casting: Lola Viviani
- Productor Ejecutivo: Gustavo Errico
- Dirección de Exteriores: Javier Pérez – Pablo Ambrosini
- Director Integral: Miguel Colom
- Productores Asociados: Martín Kweller – Alejandro Corniola – Grupo Crónica
- Productor General: Pablo Culell
- Dirección General: Sebastián Ortega

## Audiencia
El primer episodio de Graduados fue un éxito, alcanzando un promedio de 24.4 puntos de rating con picos de 28. El programa supo mantener su éxito inicial, así que El Trece buscó competir con su exitoso Showmatch. Originalmente, Showmatch se emitía una hora después de Graduados, pero la tira de Telefe lograba ser lo más visto del día posicionando a la emisora en el primer puesto del podio de audiencia. Showmatch cambió su horario, adelantándolo una hora, para competir directamente con Graduados. Ambos canales se disputan usualmente el primetime de la televisión argentina. Finalmente, luego de sufrir unos tropiezos, la comedia recuperó su posición de liderazgo. Showmatch volvió a su horario habitual y El Trece encaró la competencia con una nueva ficción, Sos mi hombre. En el estreno, Graduados se impuso con 26 puntos de rating ante 18.4; aunque la otra parte esperaba este tipo de resultado. Graduados mantuvo el primer puesto durante todo el tiempo que estuvo en pantalla.
Nancy Dupláa atribuyó el éxito de Graduados al elenco y a la producción, diciendo que la tira contó con buenos personajes y tramas. Luciano Cáceres respaldó sus comentarios. Daniel Hendler también se mostró de acuerdo y destacó la «química especial» que hubo entre los que trabajaron en el programa. Aunque un poco más reservado, Juan Gil Navarro realizó declaraciones similares. Isabel Macedo afirmó que las temáticas de los '80 contribuyeron al suceso de la tira, tanto entre los adultos como en los jóvenes que posiblemente despertaron interés sobre aquel tiempo. Cáceres comentó que estas temáticas posibilitaron que el programa fuera disfrutado por la familia completa.

## Especial: cómo se hizo Graduados
Fue un programa especial conducido por Mex Urtizberea, emitido el jueves 27 de diciembre de 2012. En el mismo, se mostró el detrás de escena del programa, los actores y productores contaron cómo fue hacer Graduados y mostraron un poco del detrás de cámara de sus personajes, se mostraron clips con bloopers y los capítulos más recordados de la serie.

## Discografía
Debido al éxito de la telecomedia, la cadena Telefe decidió sacar un disco con temas de la década del '80. Ambientada, en parte, en la época en que los protagonistas eran adolescentes, muchas de las canciones que suenan en el programa son grandes éxitos de aquellos tiempos. Además de la cortina de la serie, Los Graduados, interpretado por Chano del grupo Tan Biónica y producida por Cachorro López; uno de los temas que incluye en el álbum es Corazón delator, de Soda Stereo, la canción de amor de Loli y Andy.
El disco de Graduados salió a la venta el martes 15 de mayo de 2012 en todas las disquerias de Argentina y rápidamente se convirtió en disco de oro con más de 25.000 unidades vendidas. Los temas del rock nacional de los años '80 que trae el CD son 12 y los mismos se encuentran alistados a continuación:
| Lista de canciones                 | Lista de canciones       | Lista de canciones | Lista de canciones | Lista de canciones |
| Título                             | Intérprete               | Género             | Duración           |                    |
| ---------------------------------- | ------------------------ | ------------------ | ------------------ | ------------------ |
| «Los graduados»                    | Chano Moreno Charpentier | Pop                | 2:30               |                    |
| «Corazón delator»                  | Soda Stereo              | Rock               | 5:14               |                    |
| «Yo te avisé!!»                    | Los Fabulosos Cadillacs  | Ska                | 3:07               |                    |
| «Buscando un símbolo de paz»       | Charly García            | Rock               | 4:43               |                    |
| «Mejor no hablar de ciertas cosas» | Sumo                     | Rock               | 5:30               |                    |
| «Amor descartable»                 | Virus                    | Rock               | 3:33               |                    |
| «Bailando en la vereda»            | Raúl Porchetto           | Rock               | 5:30               |                    |
| «Cartas sin marcar»                | Andrés Calamaro          | Rock               | 4:25               |                    |
| «Uno, dos ultraviolento»           | Los Violadores           | Punk               | 4:13               |                    |
| «Extraño ser»                      | Suéter                   | New wave           | 3:45               |                    |
| «Trátame suavemente»               | Soda Stereo              | Rock               | 3:45               |                    |
| «Carol»                            | Los Ratones Paranoicos   | Rock and roll      | 3:02               |                    |

Debido al éxito en ventas con el primer CD, la tira de Telefe lanza un segundo disco llamado "Graduados lentos" con 14 temas, los mismos se encuentran alistados a continuación:
| Lista de canciones 2                | Lista de canciones 2     | Lista de canciones 2 | Lista de canciones 2 | Lista de canciones 2 |
| Título                              | Intérprete               | Género               | Duración             |                      |
| ----------------------------------- | ------------------------ | -------------------- | -------------------- | -------------------- |
| «Total Eclipse of the Heart»        | Bonnie Tyler             | Soft rock            | 7:05                 |                      |
| «Carrie»                            | Europe                   | Glam metal           | 4:33                 |                      |
| «Everytime You Go Away»             | Paul Young               | Rock                 | 5:24                 |                      |
| «Where Are You Now?»                | Jimmy Harnen             | Rock                 | 4:43                 |                      |
| «Through the Barricades»            | Spandau Ballet           | Rock                 | 5:59                 |                      |
| «The Flame»                         | Dover                    | Rock                 | 2:23                 |                      |
| «Toy Soldiers»                      | Martika                  | Pop                  | 5:30                 |                      |
| «Days Are Numbers»                  | The Alan Parsons Project | Rock                 | 3:51                 |                      |
| «I'll Be over you»                  | Toto                     | Rock                 | 3:51                 |                      |
| «Eternal Flame»                     | The Bangles              | New wave             | 3:25                 |                      |
| «Time After Time»                   | Cyndi Lauper             | Pop                  | 4:01                 |                      |
| «When I See You Smile»              | Bad English              | Hard rock            | 4:23                 |                      |
| «Making Love Out of Nothing At All» | Air Supply               | Soft rock            | 3:23                 |                      |
| «Honesty»                           | Billy Joel               | Rock                 | 3:51                 |                      |

### Posicionamiento en las listas
| Álbum              | País      | Lista                 | Posición máxima alcanzada | Fecha              | Fuente |
| ------------------ | --------- | --------------------- | ------------------------- | ------------------ | ------ |
| Graduados          | Argentina | CAPIF ranking mensual | 4                         | agosto de 2012     | [ 91 ] |
| Graduados - Lentos | Argentina | CAPIF ranking mensual | 4                         | septiembre de 2012 | [ 92 ] |

### División 89
División 89 es una banda de música conformada por Gastón Soffritti (primera guitarra y segunda voz), Natalie Pérez (voz principal) y Diego Mesaglio (batería), todos actores pertenecientes al elenco de Graduados. En una entrevista en el programa La pelu, el 2 de noviembre de 2012, Soffritti explicó como se originó la banda: «Esto nació hace poco tiempo, casi de la nada. Nos juntamos, un par de ensayos, nos divertimos y la pasamos bien».

## Premios y nominaciones
| Año  | Premio                       | Categoría                             | Nominado                                                     | Resultado |
| ---- | ---------------------------- | ------------------------------------- | ------------------------------------------------------------ | --------- |
| 2012 | Kids Choice Awards Argentina | Actor favorito                        | Gastón Soffritti                                             | Nominado  |
| 2012 | Kids Choice Awards Argentina | Actriz favorita                       | Violeta Urtizberea                                           | Nominada  |
| 2012 | Premios Tato                 | Ficción diaria                        | Graduados                                                    | Ganadora  |
| 2012 | Premios Tato                 | Revelación                            | Mercedes Scápola                                             | Nominada  |
| 2012 | Premios Tato                 | Revelación                            | Gastón Soffritti                                             | Nominado  |
| 2012 | Premios Tato                 | Revelación                            | Chang Sung Kim                                               | Ganador   |
| 2012 | Premios Tato                 | Actor en ficción diaria               | Luciano Cáceres                                              | Nominado  |
| 2012 | Premios Tato                 | Actor en ficción diaria               | Daniel Hendler                                               | Ganador   |
| 2012 | Premios Tato                 | Actriz en ficción diaria              | Nancy Dupláa                                                 | Ganadora  |
| 2012 | Premios Tato                 | Dirección en ficción                  | Pablo Ambrosini, Miguel Colom, Javier Pérez                  | Nominados |
| 2012 | Premios Tato                 | Guion en ficción                      | Ernesto Korovsky, Silvina Frejdkes, Alejandro Quesada        | Nominados |
| 2012 | Premios Tato                 | Producción en ficción                 | Graduados                                                    | Ganadores |
| 2012 | Premios Tato                 | Actor de reparto en ficción diaria    | Roberto Carnaghi                                             | Ganador   |
| 2012 | Premios Tato                 | Actor de reparto en ficción diaria    | Juan Leyrado                                                 | Nominado  |
| 2012 | Premios Tato                 | Actor de reparto en ficción diaria    | Mex Urtizberea                                               | Nominado  |
| 2012 | Premios Tato                 | Actriz de reparto en ficción diaria   | Isabel Macedo                                                | Nominada  |
| 2012 | Premios Tato                 | Actriz de reparto en ficción diaria   | Mirta Busnelli                                               | Nominada  |
| 2012 | Premios Tato                 | Actriz de reparto en ficción diaria   | Paola Barrientos                                             | Ganadora  |
| 2012 | Premios Tato                 | Actriz de reparto en ficción diaria   | Violeta Urtizberea                                           | Nominada  |
| 2012 | Premios Tato                 | Arte e imagen en ficción              | Sergio Dotta, Gerardo Soldatos, Fernando Romero, Julia Freid | Ganador   |
| 2012 | Premios Tato                 | Cortina musical                       | «Los Graduados»                                              | Ganadora  |
| 2012 | Premios Tato                 | Programa del año                      | Graduados                                                    | Ganador   |
| 2013 | Premios Martín Fierro        | Ficción diaria                        | Graduados                                                    | Ganador   |
| 2013 | Premios Martín Fierro        | Actor protagonista de ficción diaria  | Daniel Hendler                                               | Ganador   |
| 2013 | Premios Martín Fierro        | Actor protagonista de ficción diaria  | Luciano Cáceres                                              | Nominado  |
| 2013 | Premios Martín Fierro        | Actriz protagonista de ficción diaria | Isabel Macedo                                                | Ganadora  |
| 2013 | Premios Martín Fierro        | Actriz protagonista de ficción diaria | Nancy Dupláa                                                 | Nominada  |
| 2013 | Premios Martín Fierro        | Mejor actor de reparto                | Mex Urtizberea                                               | Nominado  |
| 2013 | Premios Martín Fierro        | Mejor actor de reparto                | Roberto Carnaghi                                             | Nominado  |
| 2013 | Premios Martín Fierro        | Mejor actriz de reparto               | Mirta Busnelli                                               | Nominada  |
| 2013 | Premios Martín Fierro        | Mejor actriz de reparto               | Paola Barrientos                                             | Ganadora  |
| 2013 | Premios Martín Fierro        | Mejor participación especial          | Andy Kusnetzoff                                              | Nominado  |
| 2013 | Premios Martín Fierro        | Mejor participación especial          | Betiana Blum                                                 | Nominada  |
| 2013 | Premios Martín Fierro        | Revelación                            | Chang Sung Kim                                               | Nominado  |
| 2013 | Premios Martín Fierro        | Revelación                            | Jenny Williams                                               | Nominada  |
| 2013 | Premios Martín Fierro        | Mejor autor / libretista              | Ernesto Korovsky, Silvina Frejdkes y Alejandro Quesada       | Ganadores |
| 2013 | Premios Martín Fierro        | Mejor director                        | Miguel Colom                                                 | Nominado  |
| 2013 | Premios Martín Fierro        | Mejor cortina musical                 | «Los Graduados»                                              | Ganador   |
| 2013 | Premios Martín Fierro        | Producción integral                   | Graduados                                                    | Ganador   |
| 2013 | Premios Martín Fierro        | Martín Fierro de Oro                  | Graduados                                                    | Ganador   |
| 2013 | Kids Choice Awards Argentina | Revelación femenina                   | Natalie Pérez                                                | Nominada  |

## Adaptaciones
Debido al éxito de la serie, a mediados de 2012 se conoció la intención de varios países por adaptar el formato de Underground y Telefe.
- En Chile, Graduados, debutó con éxito el lunes 4 de marzo de 2013 por el canal Chilevisión. La misma fue adaptada por Carlos Galofré, Rodrigo Ossandón y Sandra Arriagada, y es dirigida por Mauricio Bustos. Como protagonistas cuenta con Fernanda Urrejola y Marcial Tagle. La adaptación fue bien recibida por el público desde su estreno, posicionándose como líder en su franja horaria.[101][102]
- En México la adaptación estará a cargo de la cadena Tv Azteca.[99][100]
- La adaptación colombiana se titula Los Graduados (Colombia) yes producida por RCN Televisión.[103] Está protagonizada por Jorge Enrique Abello, Kathy Sáenz, Santiago Moure, Luis Fernando Hoyos, Zharick León y Diana Ángel.
- La versión griega comenzó en octubre de 2014 bajo el título Symmathites en el horario de 21.15 con actores conocidos del país.[104]

producida por Ants Production Hub
- La versión serbia bajo el título Istine i laži fue anunciada el 25 de septiembre de 2017 por Martín Ortega, productor de la serie.[106]